# Beatriz Galindo
Beatriz Galindo, bijgenaamd la Latina (Salamanca, ca. 1465 - Madrid, 23 november 1535), was een Spaans humanist, hofdame en lerares van koningin Isabella I van Castilië. Na de dood van haar man trok ze zich terug uit het hof en oefende ze liefdadig-religieus mecenaat uit door een ziekenhuis en twee kloosters op te richten.

## Biografie
Beatriz Galindo werd geboren in de stad Salamanca, maar over de geboortedatum is onduidelijkheid, de meeste onderzoekers plaatsen het in 1465, maar sommigen in 1464. Ze werd geboren in een verarmde adellijke familie, behorende tot de hidalgos.
Haar ouders kozen haar uit om het klooster in te gaan vanwege haar intelligentie en liefde voor lezen en ze besloten dat ze grammaticalessen moest volgen aan de Universiteit van Salamanca. Ze toonde grote aanleg voor het Latijn en op vijftienjarige leeftijd las en vertaalde zij niet alleen klassieke teksten maar sprak en schreef zij ook zeer nauwkeurig en vloeiend in deze taal. Haar faam verspreidde zich eerst door Salamanca en vervolgens door het hele koninkrijk en ze begon bekend te worden als "la Latina". Zij sprak ook vloeiend Grieks en hij hield vooral van Aristoteles. In 1486, toen ze zich voorbereidde om als non het klooster binnen te gaan, werd ze door koningin Isabella I van Castilië aan het hof geroepen. Ze werd benoemd tot leermeester van de kinderen van koningin Isabella. Ze was tutor van in totaal vijf koninginnen: Isabella zelf, haar dochters Isabella en Maria (beide koninginnen van Portugal), Catharina van Aragon, de toekomstige vrouw van Hendrik VIII van Engeland, en Johanna van Castilië, de toekomstige vrouw van Filips van Habsburg, en later bekend als Johanna de Waanzinnige. Haar aanwezigheid aan het hof was niet alleen beperkt tot haar werk als onderwijzeres, maar de koningin had ook veel waardering voor haar advies.
Galindo trouwde in december 1491 met de artilleriekapitein en adviseur van de Katholieke Koningen, Francisco Ramírez de Madrid, een bruiloft waarvoor de katholieke vorsten haar een bruidsschat van 500.000 maravedís gaven. Ze kregen samen twee kinderen, Fernán en Nuflo. Ze werd weduwe in 1501, trok zich terug uit het hof en vestigde zich in een residentie in Madrid, wat nu het Palacio de Viana is.
De stichting van het Hospital de la Latina (1499-1507) en de kloosters van de Concepción Francisca en de Concepción Jerónima (waar ze werd begraven) in Madrid zijn aan haar te danken. Ze schreef poëzie in het Latijn en studeerde theologie.

## Nalatenschap
De wijk in Madrid waar ze ooit woonde, staat bekend als La Latina naar haar bijnaam en ook een straat in Madrid, Calle de Beatriz Galindo, kreeg haar naam.. Er zijn standbeelden van haar in Salamanca en Madrid. Zowel in Madrid als in Salamanca zijn er scholen die haar naam dragen.
De roman Falling Pomegranate Seeds: The Duty of Daughters van Wendy J. Dunn, uit 2019 is geïnspireerd op haar verhaal.
In 1994 werd een inslagkrater op de planeet Venus naar haar vernoemd.

## Fotogalerij

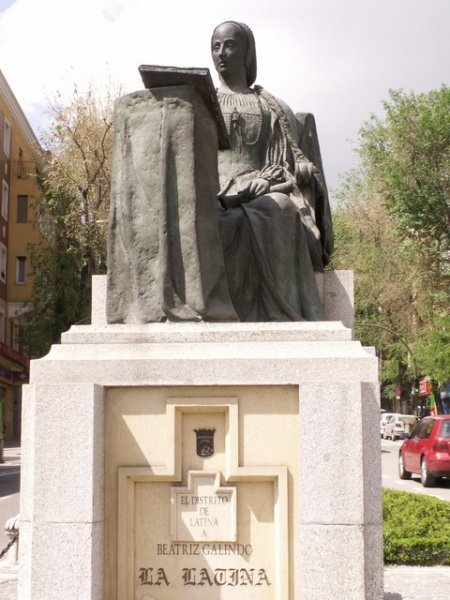
Standbeeld van Beatriz Galindo in Madrid
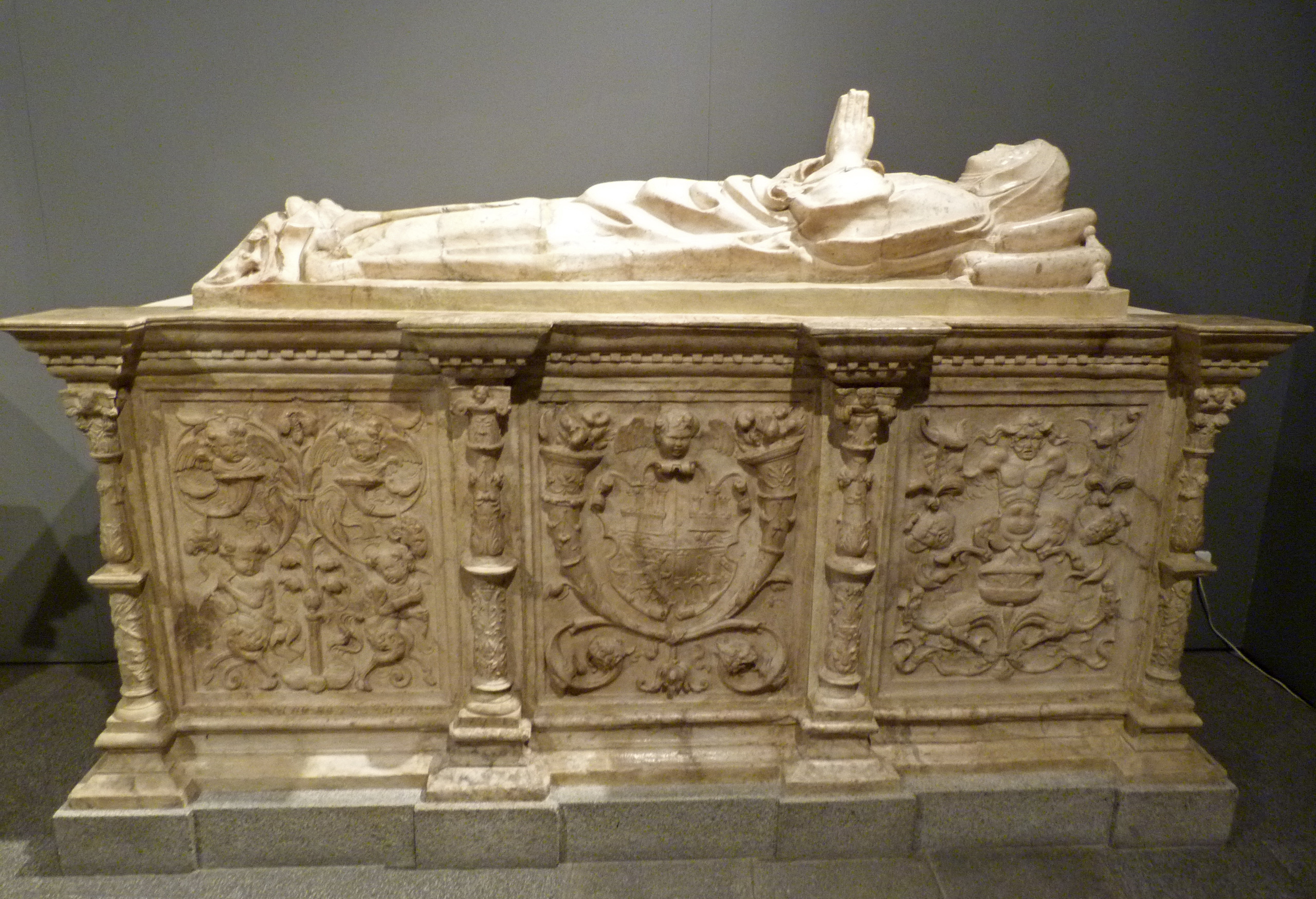
Grafmonument van Beatriz Galindo (Museo de los Orígenes, Madrid)
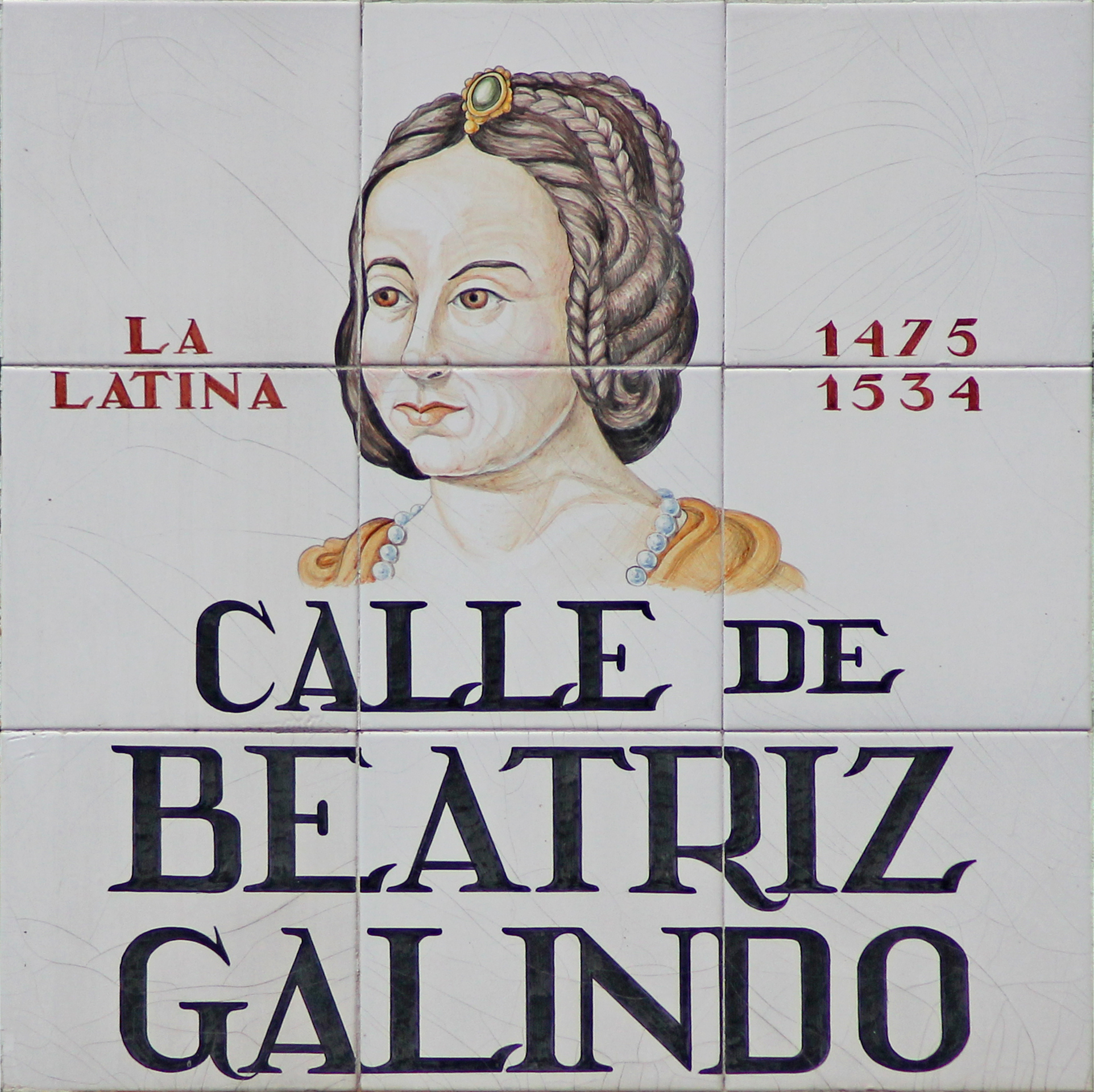
Straatnaambord

- Biblioteca Nacional de España: XX849783
- Catàleg d'autoritats de noms i títols de Catalunya: 981058614850206706
- International Standard Name Identifier: 0000 0000 8767 3734
- Library of Congress Control Number: nb99154235
- Nederlandse Thesaurus van Auteursnamen: 084691174
- Système universitaire de documentation: 185277071
- Virtual International Authority File: 127333495
- WorldCat: E39PCjMqJRwP6FVX77pDx6CrVP